# Буддизм в Бразилии
Буддизм в Бразилии представлен сравнительно большим числом направлений. Это связано с разнородным составом иммигрантов в Бразилию. Здесь выделяется в первую очередь японская диаспора, поддерживающая ряд японских буддийских традиций. Позиции японских школ буддизма особенно усилились после Второй мировой войны в связи с усилившейся иммиграцией японцев.
Также в Бразилии есть центры, организованные бразильцами европейского происхождения, и некоторое число включающих элементы буддизма групп. Это группы, в первую очередь связанные с движением Нью-Эйдж, и такие новые японские по происхождению группы, как Сэйтё-но-Ие, Кёдан Абсолютной Свободы и Церковь мирового мессианства. 
Активность исповедующих буддизм и интересующихся им бразильцев широко представлена в интернете на интернет-сайтах, форумах и других видах интернет-групп.

## Вьетнамский буддизм
Вьетнамская  традиция тхиен, как и японский дзэн, происходящая от чань-буддизма, представлена в Сан-Пауло и Рио-де-Жанейро последователями Тхить Нят Ханя. 

## Китайский буддизм
Чань-буддизм получил заметную представленность благодаря открытию в 2003 году Храма Цзу Лай и Университета на его пространстве в Котиа, в 30 км от Сан-Пауло. Это крупнейший буддийский храм в Южной Америке, относится к Фо Гуан Шань, благодаря своему положению привлекающий значительное внимание жителей мегаполиса и туристов.

## Корейский буддизм
В сравнительно недавние годы некоторую представленность получили в Бразилии корейская традиция сон, происходящая от чань-буддизма. 

## Теософские по происхождению центры
В 1967 году Бразильское теософское общество образовало Бразильское буддийское общество. Это не связанное с этнической диаспорой общество занялось просвещением бразильцев относительно буддизма, под которым понимается в первую очередь тхеравадинская традиция Шри-Ланки и палийский канон. С 1970-х годов Общество приглашает шри-ланкийских монахов для наставничества. Главный центр Общества располагается в Рио-де-Жанейро.
В 1989 году был основан сходный центр «Буддийский центр Наланда». Помимо резидентных учителей-бразильцев он приглашал тхеравадинских монахов из Таиланда, Бирмы и Камбоджи, среди них значительное число тех, кто открыт для других традиций (в том числе китайского и тибетского буддизма). Его основные центры расположены в Сан-Пауло, Бело-Оризонте и Куритиба.

## Тибетский буддизм

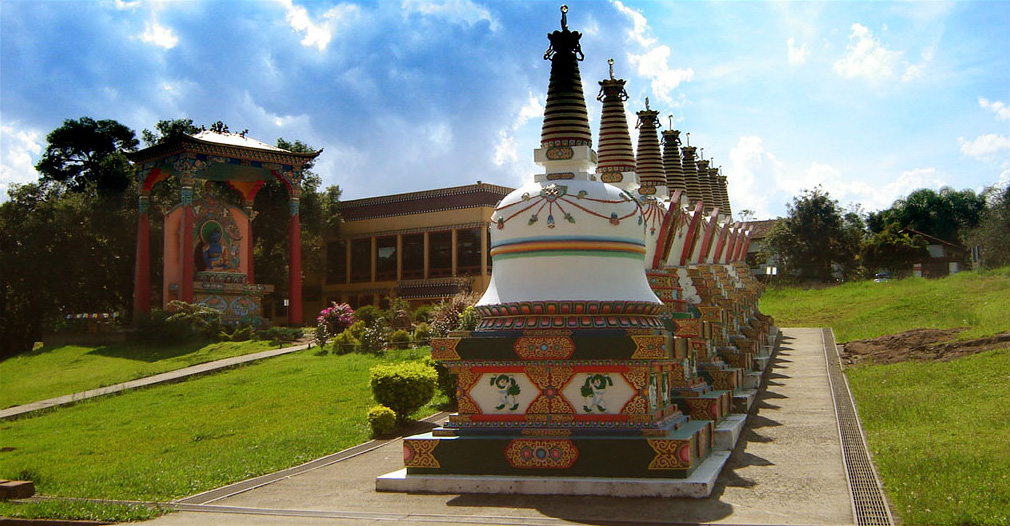
Храм Падмасамбхавы в Трес-Короас

В Бразилии представлены все четыре основные традиции тибетского буддизма: Гэлуг, Кагью, Ньингма и Сакья. Из значительных тибетских мастеров здесь жил Чагдуд-тулку, проведший последние годы жизни в Трес-Короас, Риу-Гранди-ду-Сул. В этом городе был построен храм Падмасамбхавы, копия тибетского исторического храма.
В 1992, 1999 и 2006 годах Бразилию посещал Далай-лама.
Благодаря частому гостю в Бразилии, тибетскому буддийскому мастеру и врачу ламе Гангчену, был создан музыкальный альбом Лауры Финоккиаро «Tashi Delê Mantras de Roda» (2001) с буддийскими мантрами.

## Японский буддизм

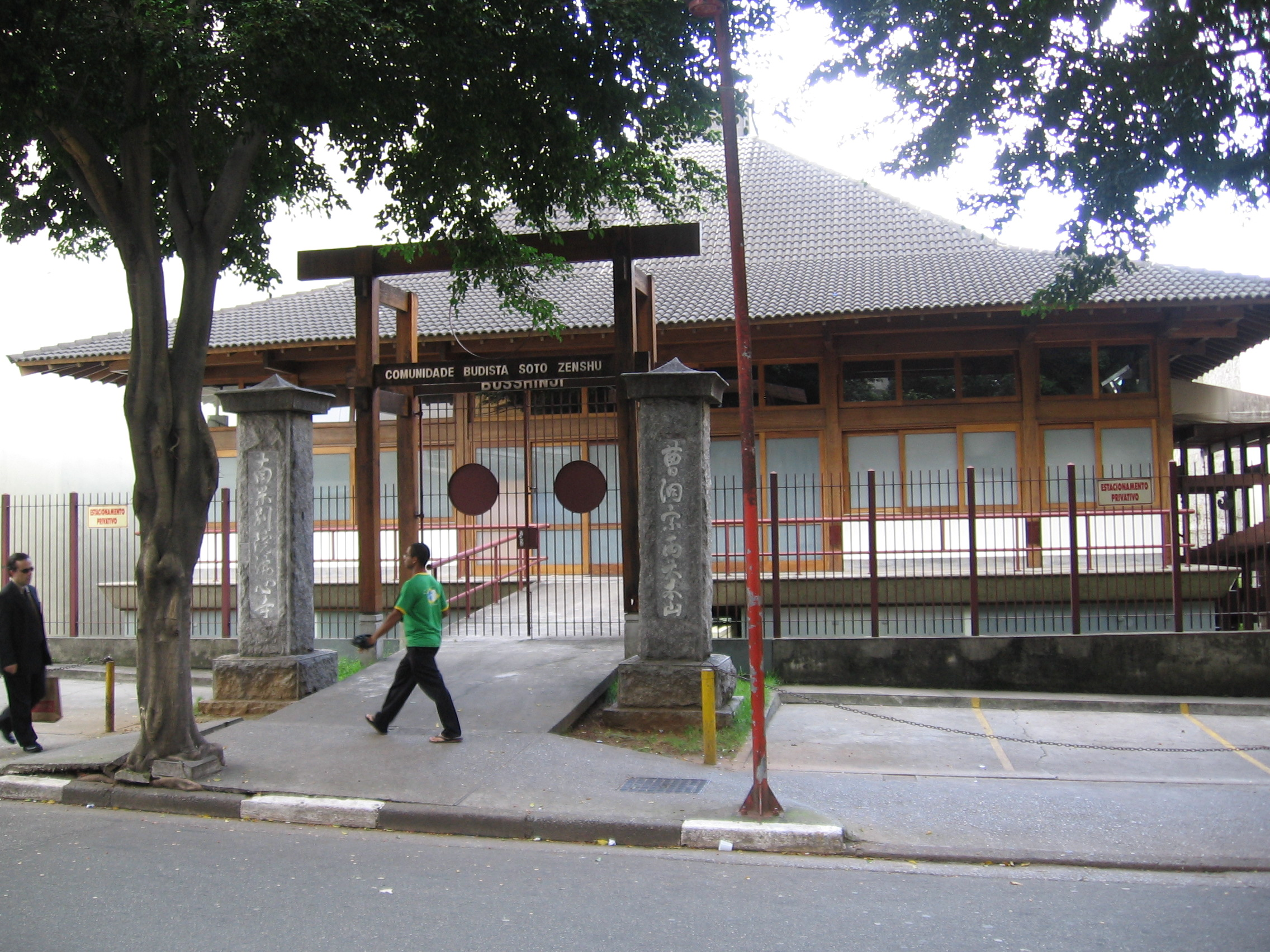
Храм Досё Саикава-роси японской традиции Сото-дзэн в Сан-Пауло

Ряд школ японского буддизма получил значительную представленность в связи со значительной японской иммиграцией после Второй мировой войны. Это такие школы, как Сото-дзэн, Дзёдо-синсю, Хонмон Буцурю (Нитирэн), движение Сока Гаккай. Это крупнейшие буддийские школы в Бразилии. Менее заметны, но также присутствуют школы Сингон, Тэндай и Нитирэн-сю. 
Далеко не все японцы в Бразилии придерживаются буддизма и японских традиций. Значительная их часть исповедует католичество.